# Aguntum
Aguntum var ett romerskt samhälle i Österrike. Fornlämningen ligger i distriktet Lienz och förbundslandet Tyrolen, i den centrala delen av landet, 300 kilometer sydväst om huvudstaden Wien. Aguntum ligger 667 meter över havet.
Aguntum ligger nere i dalgången av floden Drava.
Orten etablerades vid den mest betydande östvästliga vägen i södra delen av den romerska provinsen Noricum. Samhället byggdes mellan åren 41 och 54 under kejsare Claudius. Troligtvis brändes staden året 257 av Alemanner men orten blev återuppbyggd. Ett annat anfall mot staden ska ha ägt rum omkring året 400, denna gång av Visigoter. Aguntum var ett av de sista romerska samhällena i östra Alperna och det föll året 610 till Slaverna.
Utgrävningarna i Aguntum påbörjades 1912 men bara en liten del är frilagd. Året 2017 antogs att stadens centrala delar är fortfarande täckta av jord. Stadens ringmur var nästan 2,5 meter tjock och den var troligtvis inget befästningsverk utan ett prestigeobjekt. En upphittad gata är 8,6 meter bred med ett torn på varje sida.
En 29,5 meter lång och 9,5 meter bred kyrka byggdes under 400-talet och Aguntum blev biskopssäte. Senare tillkom en mindre kapell för begravningar.
Större delar av utgrävningsplatsen är tillgängliga som ett friluftsmuseum. Mindre föremål visas i ett hus vid platsen samt i Heimatmuseum Schloss Bruck i Lienz.